# Harderbahn
| Die Harderbahn bei Interlaken |                     |                                      |                           |
| Fahrplanfeld: | 2361 (früher: 1361) |                                      |                           |
| Streckenlänge: | 1,447 m km          |                                      |                           |
| Spurweite: | 1000 mm (Meterspur) |                                      |                           |
| Maximale Neigung: | 640 ‰               |                                      |                           |
| |                     |                                      |                           |
| \| \| \| Schifflände Aare Brienzersee (BLSSF) \| \| \| \| \| Interlaken Ost Brünigbahn \| \| \| \| 0,0 \| Interlaken Harderbahn \| 567 m ü. M. \| \| \| \| \| \| \| \| \| Koordinaten: 46° 41′ 45,6″ N, 7° 51′ 44,2″ O; CH1903: 632403 / 171731 Ausweichstelle \| \| \| \| \| \| \| \| \| 1,447 \| Harder Kulm \| 1322 m ü. M. \| |                     |                                      |                           |
| |                     | Schifflände Aare Brienzersee (BLSSF) |                           |
| Strecke quer · Bahnhof quer · Strecke quer |                     | Interlaken Ost Brünigbahn            | Interlaken Ost Brünigbahn |
| Kopfbahnhof Streckenanfang | 0,0                 | Interlaken Harderbahn                | 567 m ü. M.               |
| Strecke |                     |                                      |                           |
| |                     | Ausweichstelle                       |                           |
| Strecke |                     |                                      |                           |
| Kopfbahnhof Streckenende | 1,447               | Harder Kulm                          | 1322 m ü. M.              |

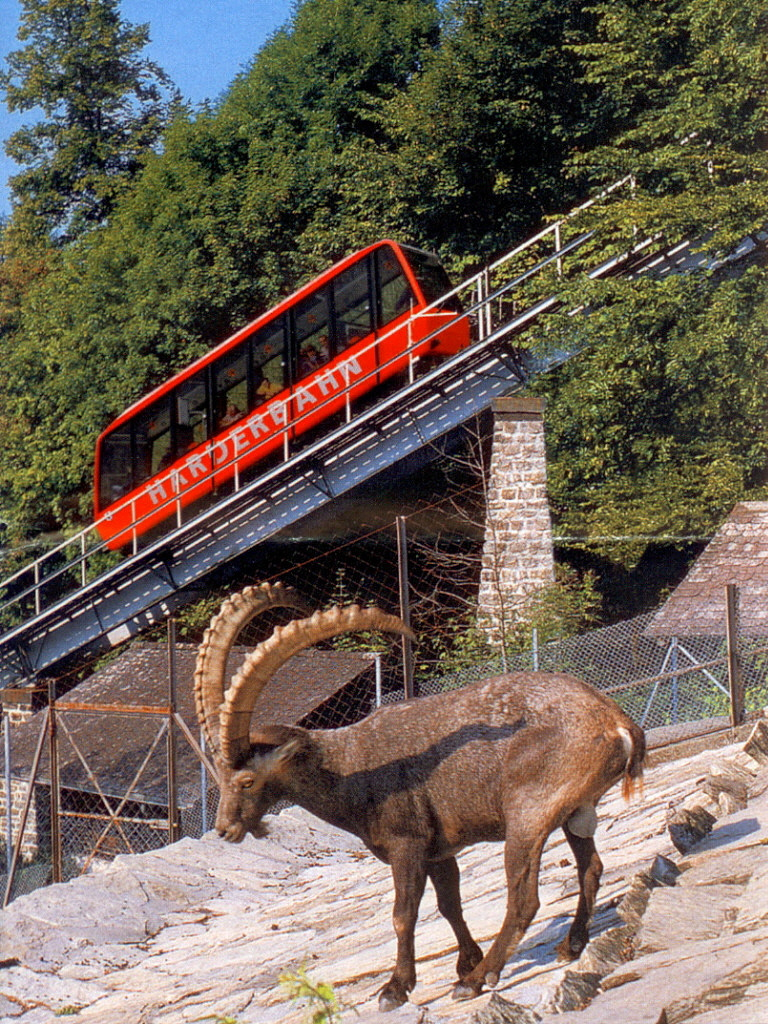
Die Harderbahn vom Alpenwildpark gesehen

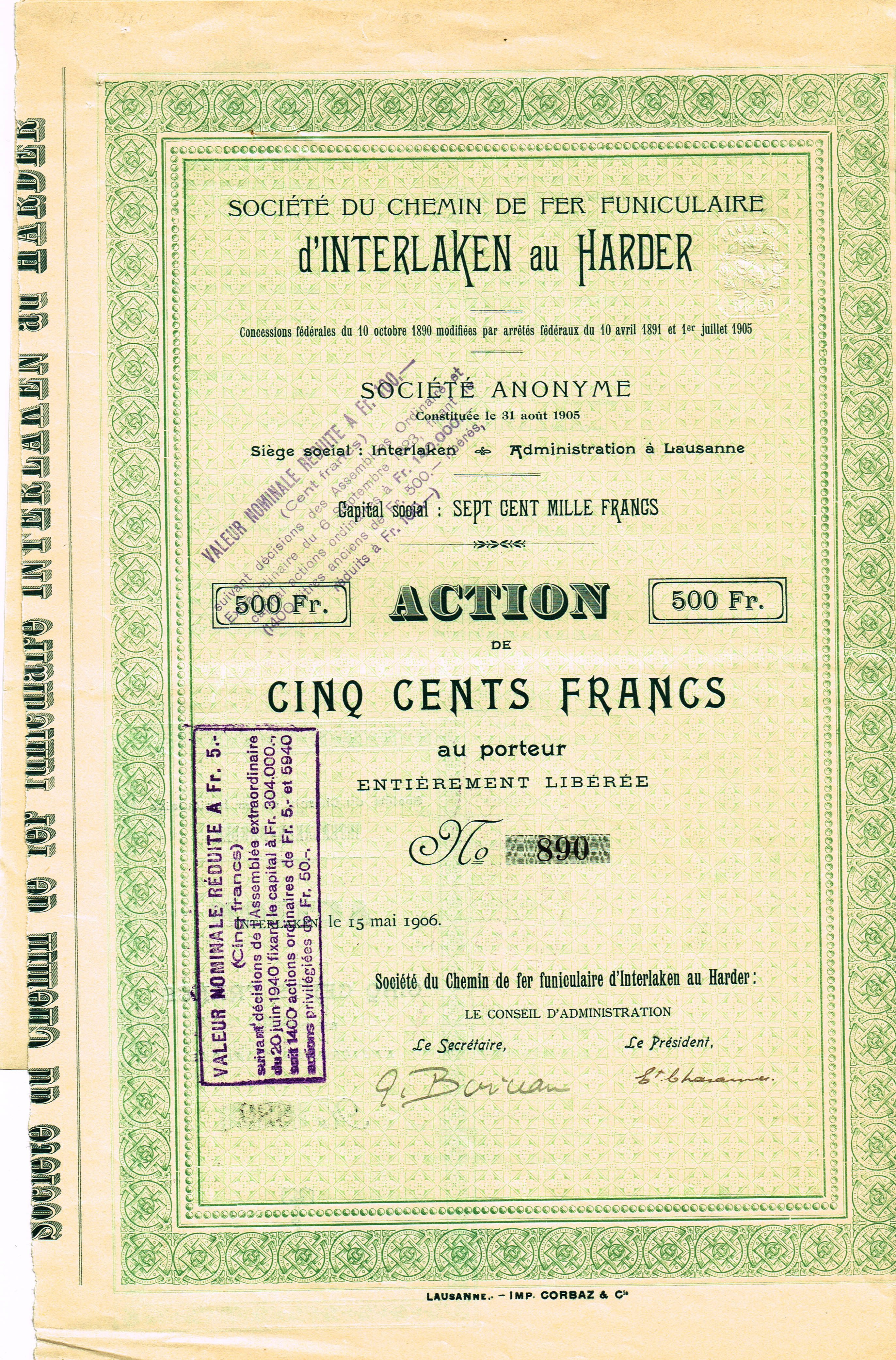
Aktie der Harderbahn von 1906

Die Harderbahn (HB) ist eine Standseilbahn im Berner Oberland in der Schweiz. Sie führt von Interlaken auf den Harder Kulm. Die Bahn wurde 1908 eröffnet. Die Jungfraubahn Holding AG ist mit 88,7 % an der Harderbahn AG beteiligt.
Die Talstation ⊙ auf 567 m ü. M. befindet sich in der Gemeinde Interlaken, nahe dem Bahnhof Interlaken Ost. Nahe der Talstation befindet sich der Alpenwildpark Harder.
Die Bergstation ⊙ auf 1322 m ü. M. liegt auf dem Gemeindegebiet von Unterseen; sie ist damit der einzige Bahnhof von Unterseen.
Die Harderbahn verkehrt nur im Sommer. Die Fahrt dauert acht Minuten und führt durch einen Tunnel.
Ungewöhnlich ist, dass die Strecke nicht wie für Standseilbahnen üblich gerade, sondern fast halbkreisförmig am Berg geführt ist. Auf einer Gleislänge von 1447 Metern überwindet die Bahn einen Höhenunterschied von 755 Metern, die maximale Steigung beträgt 64 %.